# Синиш
Си́ниш (порт. Sines; ['sinɨʃ]) — город и морской порт в Португалии, центр одноимённого муниципалитета округа Сетубал. Численность населения — 12,5 тыс. жителей (город), 13,6 тыс. жителей (муниципалитет). Город входит в регион Алентежу, в субрегион Алентежу-Литорал. По старому административному делению входил в провинцию Байшу-Алентежу.
Родной город знаменитого мореплавателя Васко да Гама.

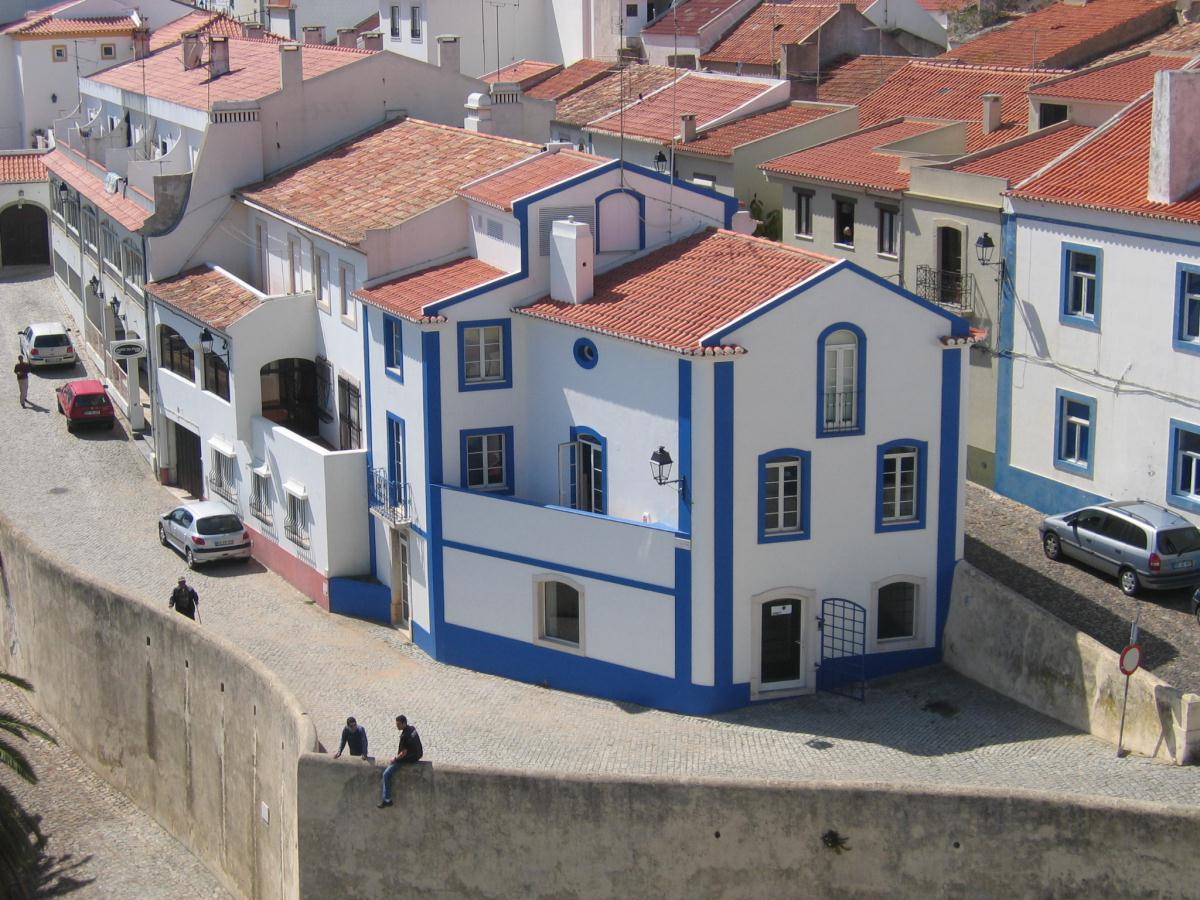
Улицы Синиша

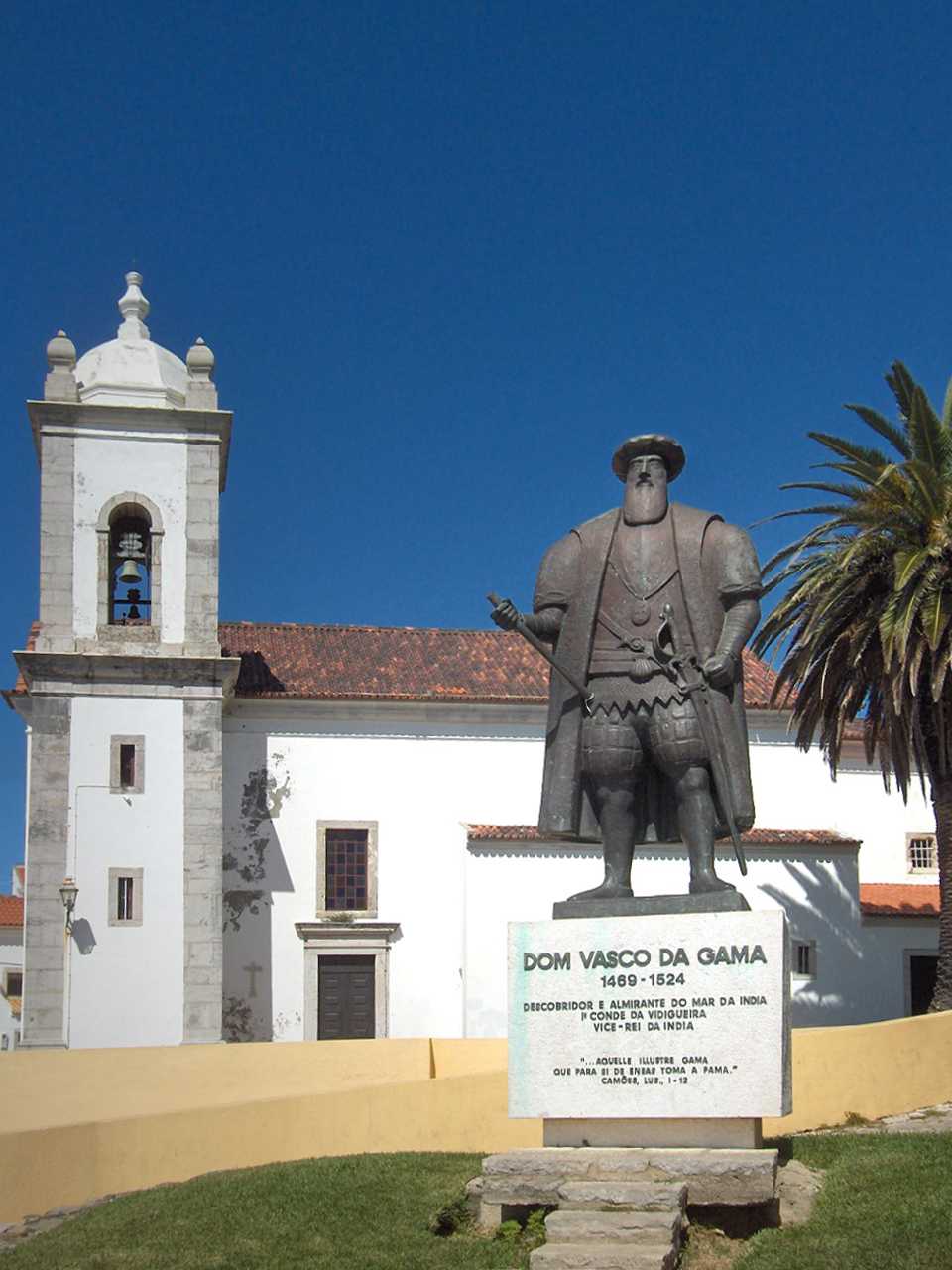
Статуя Васко да Гамы перед церковью, в которой его крестили

## Расположение
Город расположен в 63 км южнее города Сетубал на берегу Атлантического океана близ мыса Синиш.
Муниципалитет граничит:
- на севере — муниципалитет Сантьягу-ду-Касен
- на востоке — муниципалитет Сантьягу-ду-Касен
- на юге — муниципалитет Одемира
- на западе — Атлантический океан

## Население
| Население муниципалитета (1801—2004) | Население муниципалитета (1801—2004) | Население муниципалитета (1801—2004) | Население муниципалитета (1801—2004) | Население муниципалитета (1801—2004) | Население муниципалитета (1801—2004) | Население муниципалитета (1801—2004) | Население муниципалитета (1801—2004) | Население муниципалитета (1801—2004) |
| ------------------------------------ | ------------------------------------ | ------------------------------------ | ------------------------------------ | ------------------------------------ | ------------------------------------ | ------------------------------------ | ------------------------------------ | ------------------------------------ |
| 1801                                 | 1849                                 | 1900                                 | 1930                                 | 1960                                 | 1981                                 | 1991                                 | 2001                                 | 2004                                 |
| 1766                                 | 2632                                 | н/д                                  | 7666                                 | 8866                                 | 12 075                               | 12 347                               | 13 577                               | 13 613                               |

## История
Город основан в 1362 году.

## Экономика

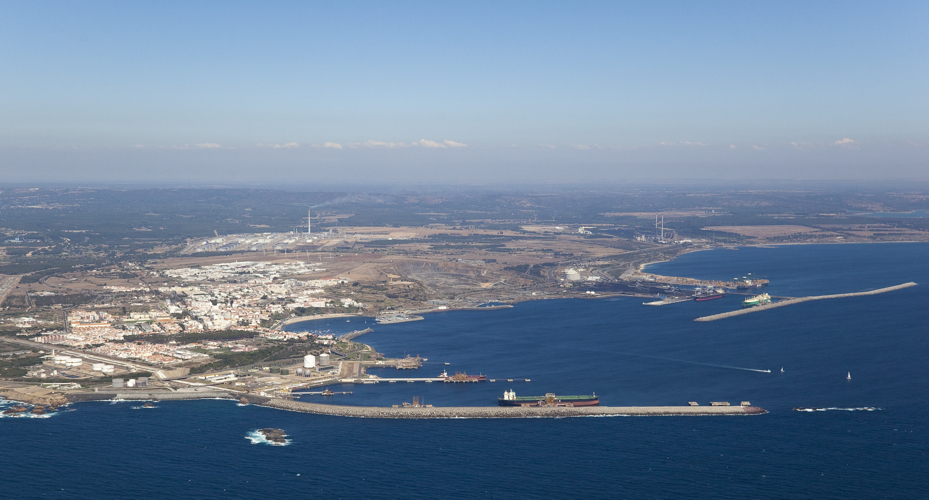
Общий вид Порта Синиш

Градообразующее предприятие — Порт Синиш (англ. The Port of Sines). Является первым по величине искусственным портом Португалии со специализированными терминалами, которые позволяют осуществлять перевозку различных видов товаров. Это главный порт на Атлантическом побережье Португалии из-за его геофизических характеристик, является основным шлюзом для энергоснабжения Португалии: природный газ, уголь, нефть и её производные. Строительство порта началось в 1973 году, введен в эксплуатацию в 1978 году. В апреле 2016 года в порт Синиш прибыл из экспортного терминала Sabine Pass в США первый танкер «Creole Spirit» со сжиженным природным газом (СПГ), принадлежащим компании «Cheniere».

## Районы (приходы)
| Приходы (фрегезии) муниципалитета Синиш | Приходы (фрегезии) муниципалитета Синиш | Приходы (фрегезии) муниципалитета Синиш | Приходы (фрегезии) муниципалитета Синиш | Приходы (фрегезии) муниципалитета Синиш | Приходы (фрегезии) муниципалитета Синиш | Приходы (фрегезии) муниципалитета Синиш |
| --------------------------------------- | --------------------------------------- | --------------------------------------- | --------------------------------------- | --------------------------------------- | --------------------------------------- | --------------------------------------- |
| №                                       | Наименование                            | Оригинальное наименование               | Кол-во жителей чел.(2001)               | Территория км²                          | Плотность чел./км²                      | Почтовый индекс                         |
| 1                                       | Порту-Кову                              | Porto Covo                              | 1 116                                   | 48,73                                   | 22,9                                    | 7520-000 PORTO COVO                     |
| 2                                       | Синиш                                   | Sines                                   | 12 461                                  | 150,24                                  | 82,94                                   | 7520-000 SINES                          |